# Petřínské sady
Petřínské sady je souhrnný název pro park na severovýchodním svahu Petřína. Zhruba v místech dnešní lanové dráhy bývala zeď, která oddělovala dvě historické části – Seminářskou zahradu a zahradu Nebozízek. Tyto dvě zahrady jsou pod názvem Park Petřín nebo Petřínské sady chráněny jako kulturní památka České republiky.
Někdy je komplex Petřínských sadů pojímán šířeji a zahrnují se do něj i další parky a zahrady na vrcholu a svazích vrchu Petřína mezi Malou Stranou a Strahovem. Kromě Seminářské zahrady a zahrady Nebozízek je to část parku na vrcholové plošině kopce v okolí Petřínské rozhledny, Zrcadlového bludiště a kostela svatého Vavřince nazývaná Park (Sad) u Petřínské rozhledny. Dále je to Růžový sad se zahradou Květnice, rovněž na vrcholu Petřína, a Kinského zahrada, které odděluje od Petřínských sadů Hladová zeď. Severně od vrcholu leží Velká strahovská zahrada a Lobkovická zahrada. Celý tento komplex od horní části Kinského zahrady až ke Strahovskému klášteru byl v roce 2013 vyhlášen přírodní památkou.

## Historie
Seminářská zahrada byla založena v 17. století a původně patřila malostranskému klášteru bosých karmelitánů u Panny Marie Vítězné. Po zrušení kláštera převzal zahradu v roce 1793 arcibiskupský seminář. Při obnově v letech 1912–1914 byly vybudovány cesty a zahrada byla osázena ovocnými stromy. Majetkem hlavního města Prahy je od roku 1927, zpřístupněna veřejnosti byla roku 1930.
Zahrada Nebozízek je v majetku pražské obce již od roku 1822, původně zde byly vinice a ovocný sad. Veřejnosti je zahrada přístupná od roku 1842, v letech 1891–95 proběhla rozsáhlá přeměna na anglický park podle plánů zahradního architekta Františka Josefa Thomayera. Poté, co pražská obec odkoupila Seminářskou zahradu, byly zbourány obvodové zdi a obě zahrady byly propojeny.

## Popis a zajímavosti
Park je rozložen ve strmém svahu a je propleten sítí cest, místy doplněných schodišti. Spodní část má geometrickou úpravu, horní partie nad Vyhlídkovou cestou, procházející místy kolem pískovcových skal, mají charakter lesoparku. V Seminářské zahradě jsou vysazeny ovocné stromy. Parkem prochází lanová dráha z roku 1891 s mezistanicí u restaurace Nebozízek. Další stavby se nacházejí v Seminářské zahradě: kaple Jezulátka se zvonkovitou střechou a bývalý klasicistní refektář, později využívaný jako hostinec. Výzdobu parku představují dvě fontány a několik soch a pomníků: především Pomník Karla Hynka Máchy (od Josefa Václava Myslbeka z let 1910–1912), dále Vítězslava Nováka, Vojty Náprstka, Jana Nerudy a Ferdinanda Lauba.